# مردی که به زمین سقوط کرد
مردی که به زمین سقوط کرد (انگلیسی: The Man Who Fell to Earth) یک فیلم درام علمی–تخیلی به کارگردانی نیکلاس روگ محصول سال ۱۹۷۶ است.

## بازیگران
- دیوید بویی
- ریپ تورن
- کندی کلارک
- باک هنری
- برنی کیسی
- کلودیا جنینگز
- جیمز لاول